# Diócesis de Joliette
La diócesis de Joliette (en latín: Dioecesis Iolietten(sis) y en francés: Diocèse de Joliette) es una circunscripción eclesiástica latina de la Iglesia católica en Canadá, sufragánea de la arquidiócesis de Montreal. La diócesis tiene al obispo Louis Corriveau como su ordinario desde el 21 de mayo de 2019.

## Territorio y organización
La diócesis tiene 8800 km² y extiende su jurisdicción sobre los fieles católicos de rito latino residentes en la parte meridional de la región administrativa del Lanaudière en la provincia de Quebec.
La sede de la diócesis se encuentra en la ciudad de Joliette, en donde se halla la Catedral de San Carlos Borromeo.
En 2019 en la diócesis existían 31 parroquias.

## Historia
La diócesis fue erigida el 27 de enero de 1904 con el breve Pastorale romani Pontificis del papa Pío X, obteniendo el territorio de la arquidiócesis de Montreal.
El 31 de mayo de 2007 la diócesis se amplió para incluir una parte del territorio que pertenecía a la diócesis de Amos.

## Estadísticas
De acuerdo al Anuario Pontificio 2020 la diócesis tenía a fines de 2019 un total de 260 000 fieles bautizados.
| Año                                                                             | Población            | Población | Población      | Sacerdotes | Sacerdotes    | Sacerdotes    | Bautizados por sacerdote | Diáconos permanentes | Religiosos | Religiosos | Parroquias |
| Año                                                                             | Bautizados católicos | Total     | % de católicos | Total      | Clero secular | Clero regular | Bautizados por sacerdote | Diáconos permanentes | Varones    | Mujeres    | Parroquias |
| ------------------------------------------------------------------------------- | -------------------- | --------- | -------------- | ---------- | ------------- | ------------- | ------------------------ | -------------------- | ---------- | ---------- | ---------- |
| 1950                                                                            | 84 725               | 86 455    | 98.0           | 257        | 185           | 72            | 329                      |                      | 275        | 836        | 52         |
| 1966                                                                            | 103 859              | 105 864   | 98.1           | 257        | 186           | 71            | 404                      |                      | 197        | 868        | 55         |
| 1970                                                                            | 113 099              | 115 772   | 97.7           | 237        | 174           | 63            | 477                      |                      | 196        | 868        | 55         |
| 1976                                                                            | 131 583              | 134 494   | 97.8           | 200        | 142           | 58            | 657                      |                      | 199        | 678        | 85         |
| 1980                                                                            | 153 366              | 157 106   | 97.6           | 187        | 130           | 57            | 820                      |                      | 196        | 643        | 84         |
| 1990                                                                            | 168 685              | 177 800   | 94.9           | 149        | 102           | 47            | 1132                     | 2                    | 154        | 503        | 57         |
| 1999                                                                            | 202 130              | 212 300   | 95.2           | 136        | 83            | 53            | 1486                     | 5                    | 173        | 290        | 48         |
| 2000                                                                            | 206 815              | 217 890   | 94.9           | 138        | 83            | 55            | 1498                     | 5                    | 169        | 273        | 57         |
| 2001                                                                            | 213 980              | 226 655   | 94.4           | 134        | 81            | 53            | 1596                     | 5                    | 165        | 271        | 48         |
| 2002                                                                            | 214 460              | 227 860   | 94.1           | 126        | 77            | 49            | 1702                     | 5                    | 154        | 254        | 57         |
| 2003                                                                            | 219 165              | 231 750   | 94.6           | 122        | 74            | 48            | 1796                     | 5                    | 151        | 248        | 57         |
| 2004                                                                            | 218 445              | 231 430   | 94.4           | 121        | 74            | 47            | 1805                     | 5                    | 149        | 227        | 57         |
| 2006                                                                            | 214 875              | 228 040   | 94.2           | 124        | 68            | 56            | 1732                     | 5                    | 144        | 209        | 56         |
| 2013                                                                            | 255 165              | 279 970   | 91.1           | 103        | 53            | 50            | 2477                     | 7                    | 123        | 119        | 52         |
| 2016                                                                            | 257 420              | 285 500   | 90.2           | 95         | 45            | 50            | 2709                     | 7                    | 104        | 116        | 23         |
| 2019                                                                            | 260 000              | 282 580   | 92.0           | 86         | 42            | 44            | 3023                     | 7                    | 82         | 109        | 23         |
| Fuente: Catholic-Hierarchy, que a su vez toma los datos del Anuario Pontificio. |                      |           |                |            |               |               |                          |                      |            |            |            |

## Episcopologio
- Joseph Alfred Archambault † (27 de junio de 1904-25 de abril de 1913 falleció)
- Joseph-Guillaume-Laurent Forbes † (6 de agosto de 1913-29 de enero de 1928 nombrado arzobispo de Ottawa)
- Joseph Arthur Papineau † (15 de junio de 1928-3 de enero de 1968 retirado[3])
- René Audet † (3 de enero de 1968-31 de octubre de 1990 renunció)
- Gilles Lussier (7 de septiembre de 1991-8 de septiembre de 2015 retirado)
- Raymond Poisson (8 de septiembre de 2015-18 de mayo de 2018 nombrado obispo coadjutor de Saint-Jérôme)
- Louis Corriveau, desde el 21 de mayo de 2019